# 1,2-二溴乙烷
1,2-二溴乙烷，化學式為BrCH2CH2Br，是一種化合物。它是帶香氣而無色的液體，當其濃度達到10ppm時則可察其存在。其主要來源是人工合成，但大海中亦有微量可能由藻類及海帶製造的1,2-二溴乙烷存在。這亦是一種廣泛使用而又有時帶爭議性的燻蒸劑。

## 性质
无色有特殊甜味的挥发性液体。常温下相对稳定，但遇光能缓慢分解产生有毒物质。溶于约250倍的水，可与乙醇、乙醚、苯、四氯化碳、汽油等有机溶剂混溶并形成共沸物。
它可以和二甲基硫化锡反应，生成溴化(2-溴乙硫基)二甲基锡。

## 製備
由乙烯与溴发生非催化加成得到。副产物溴化氢可通过水洗除去。
{\displaystyle \ CH_{2}\!=\!CH_{2}+Br_{2}\ {\xrightarrow {<100^{o}C}}\ BrCH_{2}CH_{2}Br}

## 用途
過往，它主要用途是作為含鉛汽油的添加劑，不過現已不再。1,2-二溴乙烷與含鉛殘餘物反應過後，就會生成易挥发的溴化鉛，达到清除发动机表面的铅的目的。在美國，當1,2-二溴-3-氯丙烷（DBCP）被強制停用以後，它就開始取而代之成為泥土及各種農作物的殺蟲劑，不過於遭到停用以後已不再是主流殺蟲劑了。現時，會繼續用作木材的燻蒸劑以防受到白蟻及鞘翅目影響及用作準備染料及蠟的材料。另外，養蜂場亦用以抑制場中飛蛾。

### 實驗室用途
於實驗室中，1,2-二溴乙烷獲用於有機合成並成為溴的來源之一。在有機合成中，它會用於溴化碳負離子及活化鎂以合成某幾種格林納試劑。后者过程中，1,2-二溴乙烷會轉換為乙烯及溴化鎂，亦向基質暴露了鎂的新近蝕刻部份。

## 對人體的影響
現時為止仍未知道吸入高劑量的1,2-二溴乙烷會對人體構成甚麼影響，不過動物實驗就證明短時間吸入高劑量會使該動物抑鬱及虛脫，表明它對腦部產生了一定的影響。
大量吞服則可構成發紅及發炎，包括皮膚起水泡，口部及胃部潰瘍。曾有一名女士因意外吞服1,2-二溴乙烷而死亡，然而接觸低劑量的1,2-二溴乙烷並不會構成巨大的死亡風險。
雖然目前對於長期吸服1,2-二溴乙烷的影響知悉不多，不過一些男工人就可能因精子受之損害而喪失其生殖能力。
動物實驗中，老鼠在短時間吸服高劑量後死亡，低劑量則引起肝腎受損。無論時間長短，當老鼠吸服含1,2-二溴乙烷的空氣和食物後，它們的生殖力會下降並出現異常精子。
當幼鼠的父親有吸服過1,2-二溴乙烷，其行為及腦部結構俱有所變異。而當受孕過程中有吸服過1,2-二溴乙烷，幼鼠亦會出現先天缺陷。不過，暫未知悉會否導致人類出現先天缺陷。

## 外部連結
- 國家污染物清單—1,2-二溴乙烷概況
- Congressional Research Service (CRS) Reports regarding Ethylene Dibromide
- ATSDR ToxFAQs